# Халід Шейх Мохаммед
Халід Шейх Мохаммед (араб. خالد شيخ محمد, 14 квітня 1965) — один з організаторів терористичного акту 11 вересня 2001 року.

## Біографія
За походженням пакистанський белудж, провів дитинство в Кувейті.
У 1986 році закінчив Сільськогосподарський і технологічний університет штату Північна Кароліна, США, за фахом «машинобудування».
Після закінчення університету Мохаммед брав участь у війні в Афганістані на боці афганських моджахедів. Потім він жив у Пакистані і Катарі, де став співпрацювати з терористичними групами.
Його звинувачували в причетності до вибуху у Всесвітньому торговому центрі в Нью-Йорку в 1993 році (він є дядьком Рамзі Юзефа, засудженого за цей теракт). У 1996 році Халід Шейх Мохаммед був також звинувачений в підготовці теракту на Філіппінах. Його також пов'язували з нападом 12 жовтня 2000 року на американський есмінець «Коул» (англ. USS Cole спробою Річарда Рейда підірвати громадянський авіалайнер за допомогою бомби, захованої у взутті. Він намагався потрапити в Чечню до Хаттабу, але не зміг цього зробити. Сам Мохаммед в інтерв'ю кореспонденту телекомпанії «Аль-Джазіра» у вересні 2002 року назвав себе главою військового комітету «Аль-Каїди». У цьому інтерв'ю він заявив, що був присутній на зустрічі керівництва «Аль-Каїди», на якій приймалося рішення про проведення терактів 11 вересня 2001 року в США. ФБР внесло його в список найбільш розшукуваних терористів і призначило нагороду в 25 мільйонів доларів за будь-яку інформацію, що веде до його затримання.
Халід Шейх Мохаммед також зізнався, що особисто обезголовив в 2002 році в Пакистані американського журналіста Деніела Перла.
Халід Шейх Мохаммед до свого арешту в 2003 році в Пакистані офіційно працював інженером в міністерстві електроенергетики і водопостачання Катару, причому в закордонні відрядження, де займався підготовкою терактів, він їздив за рахунок держустанови, в якій працював.
Мохаммед був затриманий 1 березня 2003 року в ході спільної операції американських спецслужб і Міжвідомчої розвідки Пакистану в місті Равалпінді, розташованому недалеко від Ісламабаду.
Після арешту Мохаммед спочатку містився в секретній в'язниці ЦРУ на території Польщі, де піддавався жорстким допитам: його позбавляли сну і застосовували до нього метод, відомий як імітація утоплення. Таких епізодів було 183. За його словами, під тортурами він в якийсь момент сказав оперативникам ЦРУ «те, що, як йому здавалося, вони хотіли почути», що призвело до арешту двох невинних людей. Після того, як в'язниця ЦРУ в Польщі була закрита, Мохаммеда перевезли в секретну в'язницю ЦРУ в Бухаресті, яка відрізнялася м'якішими умовами утримання. З 2006 року Мохаммед міститься в тюрмі на базі в Гуантанамо. В ході допиту в 2007 році він зізнався в тому, що дійсно був організатором теракту 11 вересня.
У травні 2012 року на військовій базі Гуантанамо розпочався суд над Халідом Шейхом Мохаммедом, якого США вважають головним організатором терактів 11 вересня 2001 року, і чотирма його передбачуваними спільниками. Вони постали перед військовим судом на базі Гуантанамо, де їм були пред'явлені офіційні звинувачення. У цій справі були проведені десятки досудових слухань, але складний процесуальний характер розгляду в поєднанні з матеріально-технічними проблемами привів до багаторазових затримок. У липні 2019 року The Wall Street Journal повідомив, що Мохаммед готовий підтвердити інформацію про причетність Саудівської Аравії до терактів 11 вересня. В обмін на це він просить владу США не вимагати для нього страти. У серпні 2019 року датою початку розгляду справи про теракти 11 вересня 2001 року по суті було призначено 11 січня 2021 року.
У 2015 році Мохаммед написав листа Бараку Обамі, в якому назвав Обаму «головою змії», а Америку — «країною гноблення і тиранії». Мохаммед звинувачує США у веденні війни проти всього мусульманського світу. Як приклад він наводить зарубіжні військові операції США, підтримку Ізраїлю і «пригнічення народу Палестини». Про організований ним теракт 11 вересня 2001 року Мохаммед відгукується з гордістю і пише про те, що напади 11 вересня стали продовженням тієї війни, яку почали «ви і ваші диктатори на нашій землі».